# Королёва, Ирина Владимировна
Ирина Владимировна Королёва (до 2017 года — Заря́жко; 4 октября 1991, Новосибирск) — российская волейболистка, центральная блокирующая, игрок сборной России, мастер спорта международного класса.

## Биография
Ирина Заряжко родилась в семье баскетболистки и волейболиста, начинала заниматься волейболом в Новосибирске. Ещё школьницей переехала в Хабаровск, где выступала за фарм-команду «Самородка» «Аурум» в высшей лиге «А», а в сезоне 2007/08 года также провела первый матч за главную хабаровскую команду в Суперлиге чемпионата России. Часть сезона-2008/09 отыграла в московском «Луче», являвшемся базовой командой молодёжной сборной России, в мае 2009 года выступала за «молодёжку» на отборочном турнире чемпионата мира.
С осени 2009 года играла в основном составе «Самородка», в 2011 году перешла в «Уралочку». В сезоне-2011/12 выиграла бронзовую медаль чемпионата России, а также стала победительницей первого чемпионата Молодёжной лиги.
В 2013 году Ирина Заряжко вошла в состав сборной России. Она ярко проявила себя уже на первом коммерческом турнире сезона — «Монтрё Волей Мастерс», по итогам которого была награждена не только серебряной медалью, но и призом лучшей блокирующей соревнования. В полуфинале против сборной Италии и в финале с бразильянками Ирина поставила по 6 результативных блоков. В июне сборная России выиграла Кубок Бориса Ельцина, а Заряжко снова получила индивидуальную награду — как лучший молодой игрок российской команды.
В июле того же года она завоевала золотую медаль на Универсиаде в Казани, 2 августа в Кампинасе на турнире Гран-при провела первый официальный матч за сборную, встречавшуюся в тот день командой США. 18 августа в первой партии заключительного, по сути ничего не решавшего матча группового этапа Гран-при против Таиланда (российская команда до начала игры практически потеряла шансы на выход в «Финал шести») Ирина Заряжко подвернула ногу и была заменена. Главный тренер сборной России Юрий Маричев включил Ирину в состав сборной на чемпионат Европы, спортсменка продолжала тренироваться. Комментируя ситуацию, Маричев отмечал: «Заряжко предложи сейчас играть — она пойдёт. Самоотдача сумасшедшая», однако полностью восстановиться после травмы голеностопа Ирина не успела и в матчах сборной России, ставшей победителем чемпионата Европы, на площадку не выходила.
Пропустив из-за травмы более двух месяцев, Ирина Заряжко вернулась в состав «Уралочки» в конце октября. Одним из лучших матчей с её участием стала ответная полуфинальная встреча Кубка Европейской конфедерации волейбола в Дрездене. Набрав 23 очка, Ирина внесла весомый вклад в победу уралочек, добившихся права сыграть в финале еврокубка.
В мае 2014 года она вернулась и в сборную России, в составе которой выиграла бронзовые медали «Монтрё Волей Мастерс» и Гран-при, а также серебряную медаль на Кубке Ельцина. Сезон 2015 года Ирина Заряжко начинала во второй сборной России, сыграв в Монтрё и Европейских играх в Баку. В июле она во второй раз стала чемпионкой Универсиады, а в сентябре вновь получила вызов в главную команду страны. На чемпионате Европы в Нидерландах и Бельгии завоевала чемпионский титул и приз лучшей блокирующей турнира.
В сезоне-2015/16 Ирина Заряжко стала серебряным призёром чемпионата России и по его окончании перешла из «Уралочки» в «Динамо-Казань» (ныне — «Динамо-Ак Барс»). В составе казанской команды завоевала золото чемпионата страны (2019/20), а также три национальных Кубка и Кубок Европейской конфедерации волейбола (2016/17).
В сентябре 2019 года Ирина Королёва в составе сборной России стала бронзовым призёром Кубка мира и вошла в символическую семёрку турнира.
В сезоне-2023/24 выступала за «Ленинградку» и выиграла бронзу чемпионата России, после чего вернулась в Казань. 

## Достижения

### В клубной карьере
- Чемпионка России (2019/20), серебряный (2015/16, 2016/17, 2017/18, 2024/25) и бронзовый (2011/12, 2014/15, 2020/21, 2023/24) призёр чемпионата России.
- Обладательница Кубка России (2016, 2017, 2019, 2020, 2021, 2024), серебряный (2023) и бронзовый (2018) призёр Кубка России.
- Обладательница Суперкубка России (2020, 2022, 2024).
- Обладательница Кубка Европейской конфедерации волейбола (2016/17), финалистка Кубка CEV (2013/14).
- Финалистка Кубка вызова (2014/15).

### В составе сборных
- Чемпионка Европы (2013, 2015).
- Чемпионка Всемирных Универсиад (2013, 2015).
- Бронзовый призёр Гран-при (2014).
- Бронзовый призёр Кубка мира (2019).
- Обладательница Кубка Ельцина (2013), серебряный призёр Кубка Ельцина (2014, 2016, 2017).
- Серебряный (2013, 2018) и бронзовый (2014) призёр «Монтрё Волей Мастерс».
- Серебряный призёр Всероссийской спартакиады (2022) в составе сборной Татарстана.

### Индивидуальные призы
- Вошла в символические сборные чемпионата Европы (2015) и Кубка мира (2019).
- Лучшая блокирующая «Финала четырёх» Кубка России (2019, 2021).

## Награды
- Почётная грамота Президента Российской Федерации (19 июля 2013 года) — за высокие спортивные достижения на XXVII Всемирной летней универсиаде 2013 года в городе Казани[12].

## Семья
25 апреля 2017 года Ирина Заряжко вышла замуж за тренера-статистика московского «Динамо» и женской сборной России Алексея Королёва.
Младшим братом Ирины Королёвой является баскетболист, защитник команды «Химки», чемпион Универсиады в Казани Виктор Заряжко.